# واردیر
واردیر (به هلندی: Warder) یک منطقهٔ مسکونی در هلند است که در ایدام-فولن‌دام واقع شده‌است. واردیر ۱۰٫۸ کیلومتر مربع مساحت و ۷۷۰ نفر جمعیت دارد.